# Varneville-aux-Grès
Pour l’article homonyme, voir Varneville.
Varneville-aux-Grès est une ancienne commune française du département de la Seine-Maritime.

## Toponymie
Varneville est attesté sous les formes Varneville au Grais en 1793, Varneville-aux-Grès en 1801(Cassini).

## Histoire
En 1823, Varneville fusionne avec Bretteville-du-Petit-Caux pour former la nouvelle commune de Varneville-Bretteville.